# Rynek Wieluński w Częstochowie
Rynek Wieluński w Częstochowie – jeden z placów w Częstochowie, w dzielnicy Częstochówka-Parkitka, historyczny rynek Nowej Częstochowy. Nazwa rynku nawiązuje do miasta Wieluń, do którego, od czasów średniowiecza, wiedzie droga wychodząca z rynku w kierunku północno-zachodnim.
Rynek Wieluński ma boki o długości 260, 250, 120 i 90 m, co czyni go podobnym w wielkości do Rynku Głównego w Krakowie. W przeszłości był to główny plac przyklasztornej Częstochówki, odbywały się na nim cotygodniowe targi końskie, plac służył też jako miejsce postoju wozów pielgrzymów. Ostatecznie targowisko zlikwidowano w 1979 roku.
Północną i południową pierzeję Rynku zajmują kamienice, natomiast przy północnej pierzei znajduje się kościół Pana Jezusa Konającego, wybudowany w roku 1906 w stylu neogotyckim. Na jego miejscu była, opisywana już w roku 1786 kaplica z przytułkiem (rozebranym w roku 1838).
Pierzeja wschodnia została wyburzona w czasie II wojny światowej na rozkaz władz niemieckich, które nakazały wybudować drogę omijającą wzgórze Jasnej Góry. W czasie wytyczania drogi (obecnie al. Jana Pawła) zakopano także biegnący przez Rynek Wieluński strumień, na miejscu którego wybudowano jezdnię łączącą nową ulicę z ul. św. Rocha. Wcześniej plac przecinała jezdnia łącząca ul. Wieluńską i św. Rocha.
Przez Rynek Wieluński prowadzi historyczny trakt ze Starego Miasta i Jasnej Góry do Kłobucka i Wielunia.
Od lat 90. XX wieku planuje się rewitalizację placu. W lecie 2011 roku przeprowadzono jedynie remont nawierzchni w ciągu jezdni łączącej al. Jana Pawła z ul. św. Rocha.
Na rynku zbiega się osiem ulic: św. Rocha, Wieluńska, Łódzka, Stara, Klasztorna, Bialska, Zaułek Wieluński i al. Jana Pawła II. Obecnie rynek pełni funkcję parkingu dla mieszkańców i pielgrzymów zmierzających na Jasną Górę. Plac rynku przecina jezdnia, która do czasu wybudowania trasy przez Parkitkę była drogą tranzytową, stanowiącą część przebiegu drogi krajowej 43.